# Pupillaea
Pupillaea is een geslacht van weekdieren uit de klasse van de Gastropoda (slakken).

## Soorten
- Pupillaea annulus (Odhner, 1932)
- Pupillaea aperta (G. B. Sowerby I, 1825)